# دوزخ در انتظار است
«دوزخ در انتظار است» (به انگلیسی: Hell Awaits) آلبومی از گروه موسیقی ترش متال اسلیر است که در سال ۱۹۸۵ میلادی منتشر شد.